# 鈴木勝 (観光学者)
鈴木 勝（すずき まさる、1945年 - ）は、日本の観光学者、大阪観光大学名誉教授。　元・桜美林大学ビジネスマネジメント学群教授、専門は観光マーケティング論、国際観光振興論。

## 概要
千葉県安房郡富山町（現・南房総市）出身。埼玉県在住。1967年、早稲田大学商学部を卒業し、日本交通公社（後のジェイティービー）に入社。1981年からオーストラリア・シドニー駐在を5年、1989年から中国・北京駐在を4年経験する。JTB ワールド取締役アジア部長などを経て、2000年3月にJTBを退社、4月から大阪観光大学観光学部助教授に転じた。2002年に教授となった後、2008年4月に桜美林大学ビジネスマネジメント学群教授に転じ、2015年3月に定年退職。2015年より共栄大学国際経営学部客員教授、2017年退任。

## おもな業績

### 著書（単著）

#### 一般
- 55歳から大学教授になる法 、明日香出版社、2003年 ISBN 4-7569-0722-9　書評1 書評2)
- "コアラの国"の法律あれこれ : オーストラリア学入門、早稲田経営出版、1988年 ISBN 4-89823-650-2
- 中国にうまく滞在する法 : 北京駐在1450日、日中出版、1995年 ISBN 4-8175-1231-8
- 中国人とうまくつきあう法 : 体験的・中国社交術、日中出版 1997年 ISBN 4-8175-1232-6

#### 専門分野
- 国際ツーリズム振興論 : アジア太平洋の未来、税務経理協会、2000年 ISBN 4-419-03538-2
- 観光立国ニッポン事始め（オピニオン・シリーズ①[6]、NCコミュニケーションズ、2008年 ISBN 978-4-8175-9016-9
- 観光後進国ニッポン、海外に学べ! ②、NCコミュニケーションズ、2009年　ISBN 978-4-8175-9017-6
- 観光立国ニッポンのための観光学入門 実践編③、NCコミュニケーションズ、2011年　書評１　書評２
- 観光立国ニッポンへの処方箋ーがんばれ！地方自治体＆地域ー④、NCコミュニケーションズ、2013年　書評１
- 観光立国ニッポンの新戦略ー海外マーケットを探れ！ー⑤、NCコミュニケーションズ、2015年　書評１
- ＜DVD監修＞「BBC ニッポンの旅ージョアンナ・ラムレイが見た日本ー」丸善出版（2017年11月）・あるYOUTUBE
- ＜中国語出版監修＞ 「国际旅游振兴论―亚洲及太平洋地区的未来ー[7]」[铃木胜・ 李胜娟 (译者)]（中国旅游出版社2002）
- ＜連載12回（1年間）＞（専門誌・全国地方銀行協会月報2011.9月-2012.08月）「観光による地域活性化事例」
- ＜連載31回/週１回＞（政党新聞「公明」2009年11月～10年８月末）[目次]「観光立国の切り札、地域活性化への道①~㉛」[8]
- ＜連載4回＞（専門誌・週刊農林2020年1月5日号～4月25日号）「フード・ツーリズムで地域活性化①～④」
- ＜掲載3回・コロナ禍からの観光復活＞（政党誌・公明2020-10～2023-04）「ポストコロナの持続可能な観光戦略を考える」etc.

#### 論文(学会誌・大学紀要・政党機関誌 etc.)
- CiNii（NII学術情報ナビゲータ）登録発表  [検索]「観光」
- 「旅行」
- 「中国＆観光」/紀要（大阪観光大学）

### 著書（共著）
- 「初めての中国出張・赴任にも困らない『中国ビジネスマナー講座』」2003（株）技術情報協会
- 「新版　旅行業入門」『海外旅行の商品と企画・販売』日本国際観光学会編 （同友館2004年） ISBN 9784496036323
- 「中国特需 :脅威から救世主へと変わる中国」『中国人観光客誘致の熾烈な闘い』大西広（京都大学）編著2004（紫翠会出版） ISBN 9784916007933
- 「観光統計の研究」『香港の統計』神戸大学経済経営研究所 (2005年・第7章全文)
- 「大国中国の現状と将来を読み解く」（桜美林大学北東アジア総合研究所2005年10月)
- 「（国松博氏との共著）観光大国中国の未来」、同友館、2006年 　ISBN 9784496040849
- 「観光学入門」『旅行企画論入門』晃陽書房 (2006年4月) ISBN 9784771017450
- 「観光学大事典」（日本国際観光学会監修）木楽舎2007年
- 「アジア諸国に学ぶわが国の観光立国制度」『中国人のアウトバウンドの拡大と日本』神戸大学経済経営研究所 2007年
- 「国際競争力ある観光振興戦略―海外の事例から学ぶ―」都市問題研究会・大阪市 2007
- 「中国21旅遊中国」『グローバル・ツーリズムを左右する中国観光』2008（愛知大学現代中国学会編）
- 「北京オリンピックと中国の経済・社会問題」『北京オリンピック開催による日中ツーリズムの急進展』関西日中学会編2009
- 「超大国、中国の行方ー建国60年の中国ー」『観光大国 中国の行方』2010（桜美林大学）ISBN 978-4-904794-01-2
- 「中国情報源２０１０－２０１１」『中国観光に関する情報源』2010/11（蒼蒼社）
- 「大国中国と上海万博」『観光大国中国と上海万博』2011/01（桜美林大学北東アジア総合研究所 ISBN 978-4-904794-10-4
- 「クルーズポート読本」2018/08（一般財団法人みなと総合研究財団・監修）

### 学会活動
- 「日本観光ホスピタリティ教育学会（JSTHE）」 会長（2016年～2018年）。現在は評議員 活動
- 「日本国際観光学会（JAFIT）」常務理事（2007～2015）

### 社会活動
- 「国連・世界観光機関（UNWTO）観光委員会委員」 TOURISM　EXPERT（2009年～）
- 「NPO北東アジア輸送回廊ネットワーク（NEANET）」理事（2018年～）
- 「北東アジア国際観光フォーラム（IFNAT）」日本委員会議長
- 「NPO佐々木榮松記念　釧路湿原美術館」（2012年理事/2017年から副理事長）
- 「日本学生観光連盟（学観連）」（2009年から顧問/2015年から名誉顧問）
- 「専門学校　東京ビジネス外語カレッジ」学校関係者評価委員（2018年～）
- 「2030北海道新幹線駅を核とするインバウンド等対応策協議会」委員（2018年6月～）
- 「国土交通省・クルーズ旅客等の満足度向上事業/港湾機能高度化事業有識者委員」(2017・2019～2023)
- 「学生観光論文コンテスト（日本ホテル教育センター）[9]」審査委員（2009～2019休止）全コンテスト結果一覧

### 国際活動（観光開発＆振興）
[ロシア]＜観光プロ対象・現地実践講義：ロシア日本センター＞サンクト・ペテルブルグ（３回）、モスクワ（２回）、サラトフ、オレンブルグ、アルハンゲルスク、ニジニノヴゴロド、ゴルノアルタイスク、イルクーツク、ウラン・ウデ、ハバロフスク、ウラジオストク（３回）、ユジノサハリンスク、ペドロパブロスク・カムチャッキー（実施年：2006、2007、2009、2013、2016、2017、2018）　　
＜日露沿岸市長会議：講演＆シンポジウム・コーディネーター＞（函館）2009年8月・（ヤクーツク）2011年8月・（舞鶴）2013年8月・（ウラジオストク）」2015年8月・（新潟）2017年8月
＜日本国内講義：観光専門家対象＞外務省＆（財）太平洋人材交流センターPREX（大阪＆東京）2004年12月/外務省（東京）2009年11月/外務省（東京）2012年11月 
＜ロシアからの現地講義レポート（ロシア語）＞アルハンゲルスク2017 イルクーツク2009オレンブルグ2017
サラトフ2013（その1） サラトフ2013（その2） ニジニー・ノヴゴロド2017 サハリン2018（大学生レポート）
アルタイ共和国2017（その1） アルタイ共和国2017（その2） アルタイ共和国2017（その3） & (その4)YouTube
カムチャッカ半島2018（その1） カムチャッカ半島2018（その2） カムチャッカ半島2018（その3）YOUTUBE
ウラジオストク2017（その1）日本センター案内 ウラジオストク2017（その2）極東ロシアへの日本人誘致戦略」(インタビュー)
ウラジオストク2017（その3）太平洋観光フォーラム2017
[アセアン・フィリピン＆ブルネイ]日本ASEANセンター現地実践講義：観光専門家対象（セブ・バンダルスリブガワン）2001年6月
[アセアン・ラオス] JICA &（財）太平洋人材交流センターPREX（大阪）2008年2月
[イラン]JICA「対象：イラン政府観光行政担当官10名」（東京）2005年4月
[中国]JICA＆（財）太平洋人材交流センターPREX（対象：中国内陸部観光専門家）（大阪）2006年11月
[中国]「神戸・阪神ー長江中下流域連携・日中代表者会議（講演）」（安徽省合肥）2002年11月

### ＜”分かりやすい”オピニオン集（抜粋）＞
- 2023(出版社ASUKA.F.P)「本を自費出版したら幸せになれた」『55歳から大学教授になる法』
- 2022NEANET（NPO北東アジア輸送回廊ネットワーク）「ウクライナ情勢に係る意見」[12]
- 2022NEANET「北東アジア交流白書2021」『ウィズ＆ポストコロナの観光による地域活性化』[13]p.6-9
- 2021NEANET「北東アジア交流白書2020」『新型コロナ大打撃の国際観光と“観光立国ニッポン”の復活』[14]P.13-14
- 2020NEANET「北東アジア交流白書2019」『COVID-19（新型コロナウィルス感染症）とﾀﾞｲﾔﾓﾝﾄﾞﾌﾟﾘﾝｾｽ号ー備忘録』[15]p.16 -17
- 2019北東アジア経済発展国際会議（ERINA）「人の移動と国際観光」　＆「会議開催案内」[16]
- 2018OOA研究会（日本港湾協会・港湾）「一帯一路構想を取り巻く国際観光と観光立国ニッポン」[17]（2018年12月号掲載）
- 2018観光経済新聞（JSTHE日本観光教育ホスピタリティ教育学会）「獨協大で全国大会を開催」
- 2018北東アジア経済発展国際会議（ERINA）「北東アジア地域と我が国の観光交流・インバウンド振興策」P.28-32[18]
- 2017（産経新聞）「観光庁の出国税『財源確保としては疑問』×『予算整理や法の整備を』」
- 2017DVD 監修 「ジョアンナ・ラムレイが見た日本」（日本外語協会）＆  Episode1/Episode2/Episode3
- 2017（TBL東京ビジネス外語学校・留学生対象）「国際観光と観光立国ニッポンへの道」
- 2017（みなと総合研究所）[これからの港湾とみなと総研への期待ー30年の港湾の歩みを踏まえてークルーズ・観光ー]P.7[19]
- 2016 (The Mainichi)「Eating and drinking spots cater to foreign visitors amidst increase in overseas tourists」
- 2016（多文化おもてなしフェスティバル）「日本はおもてなし後進国？」
- 2015(読売新聞)「通訳案内士、採点甘く？」『担当職員『国策で合格率増』[20]
- 2015（広告朝日）「海外のインバウンド施策から日本は何を学ぶべきか」
- 2015（雑誌「孫の力」）「60歳デビュー大作戦・定年後にデビューできる15のこと」 (NO.1)大学教授になる
- 2014（BLOG観光RE:デザイン）「フード・ツーリズムを活用した国際観光振興」
- 2014（月刊ロシア通信）『ロシア雑感”観光・発展途上国”のロシア＆日本』
- 2014 [桜美林大学・観光交通論]（特別講師：藤田萬世氏）「クルーズ業界の現状と将来についてー飛鳥Ⅱを中心にー[21]
- 2013（桜美林大学・観光学講義）「アセアン諸国の旅行産業で働こう！」
- 2013 (読売新聞)「論点」『観光立国ニッポンー相手国のニーズが第一』[22]（2013年7月12日付）
- 2013（市政・観光まちづくり）『TWOWAY TOURISMの推進が観光を活性化させる！－ケアンズを事例として－』
- 2012（日本ホテル教育センター）「第2回学生観光論文コンテスト」審査（結果・審査委員リスト）
- 2012小松正明ブログ（釧路）観光講演会～鈴木勝先生～道東をどうする？
- 2009国連・世界観光機関UNWTO[国際観光活性化シンポジウム]＜日本文＆英文＞「海外に学べ！日本のインバウンド」[23]
- 2008（JICA &（財）太平洋人材交流センターPREX）「PREXと私（ASEAN＆中国支援）」（P.94）
- 2008(愛知大学現代中国学会編・分担執筆)「特集・旅游中国」『グローバル・ツーリズムを左右する中国観光』
- 2008（GLOBAL COMMUNITYインタビュー）「観光は国際化、地域活性化のキーワード」
- 2008オピニオン - イミダス「中国旅行サバイバル術１」 ＆「中国旅行サバイバル術2」
- 2007（桜美林大学・観光特論）「北東アジアにおける国際観光の現状と今後の観光活性化戦略 ―観光立国日本へのヒント―」
- 2007（神戸大学経済経営研究所）『中国人のアウトバウンド・ツーリズムの拡大と日本』（執筆論文第3章）No.68.P.73-93
- 2006（トラベルビジョン）「TIJ、ツーリズムサミットを開催へ、2006年のテーマは食文化とツーリズム」
- 2005(神戸大学経済経営研究所)「香港の観光統計（講演2004年/出版2005年）」（執筆論文第7章）No.65.P.139-160
- 2005NPO地域デザイン研究会フォーラム「地域力と都市観光」『関西に訪れたくなる魅力はあるか』
- 2003(旅チャイナ)「中国で本を出版してみませんか！」『国际旅游振兴论―亚洲及太平洋地区的未来』（北京での出版）
- 2003南大阪地域大学コンソーシアム（提言受賞）「私の”関西国際空港と関西の活性化”案」
- <TV. Archives2017>TV朝日「ビートたけしTVタックル」『奈良発　世界遺産望む高級ホテル建設に住民激怒』
- <TV. Archives2016>フジTV. 「バイキング」『増える外国人観光客の光と影』
- <TV. Archives2015> TBS「ひるおび！」『観光立国ニッポン＆爆買い』
- <TV. Archives2015>NHK総合「週刊ニュース深読み」『爆買い＆観光立国ニッポン』
- <TV. Archives2013> TBS「ビジネスクリック」「観光立国ニッポンの戦略」
- <TV. Archives2013>NHK総合「サキどり」『観光立国ニッポン・外国人目線で日本の観光資源を掘り起こせ！』
- <TV. Archives2013>TBS-BS報道部「特集ビジョン」「実現できるか？　観光立国ニッポン」
- <TV.Archives2010>日本テレビ「情報ライブ ミヤネ屋」『中国人観光客は救世主か？』
- <TV. Archives>NHK・NEWSWEB：2013.9.3/2015.5.7/2015.6.18/2016.1.19(インバウンド・世界観光競争力・TATTOO)
- ＜海外media2019（韓国）＞（중도일보）「일본 관광객 유치」（慶尚北道知事への提案）
- ＜海外media1996（韓国）＞（여행신문）「한.일 양국에 관광객 1백만명 유발」（韓日観光シンポジウム・ソウルにて）
- (その2・続き）패널리스트  ▲스즈키 마사루 JTB월드이사 (2002年ワールドカップ大会・日韓共同開催を前に)
- ＜海外media2019（中国）＞（人民网黑龙江频道）「第十四届东北亚国际旅游论坛在哈尔滨举行」
- (その２・続き）（中国公益新闻网）「ハルピン国際観光会議」
- ＜海外media2016（中国）＞（中国侨网）日本"歧视"游客是对外国人理解不足（インバウンド問題）
- ＜海外media2010（中国）＞东京论坛（中国人の海外旅行に関して）
- ＜海外media2018（ロシア）＞（極東連邦大学）「Аналитика и комментарии」（NICE国際会議）
- ＜海外media2017（ロシア）＞（Хан-Алтай） Судзуки Масару проводит семинар в Горно-Алтайскеアルタイセミナー
- ＜海外media2017（ロシア）＞（primaｍedia）「ТТФ-2017（第3回太平洋観光フォーラム）」
- ＜海外media2015（ロシア）＞（Vladnews）24 мэра за одним столом「日露沿岸市長会議/ウラジオストク」
- ＜海外media2016 (アメリカ）＞（CNN）「Aichi Now-Industrial Tourism 」産業観光圏―愛知